# AIDA64
AIDA64 (noto prima anche come AIDA16, AIDA32 ed Everest) è un software di analisi, diagnostica ed IT asset management per piattaforma Windows, realizzato da una azienda ungherese, FinalWire. AIDA64 è attualmente disponibile in quattro versioni. AIDA64 Extreme è l'edizione dedicata agli utenti domestici, mentre l'Engineer è destinata per i tecnici aziendali. AIDA64 Network Audit è una soluzione professionale per effettuare l'inventario dei PC aziendali, e l'edizione Business è la versione più completa, che offre tutte le funzionalità presenti nelle altre versioni, incluso il monitoraggio hardware e la suite di benchmark.
Nei primi giorni del 2015, è stata distribuita anche un'app gratuita per Android. Per poi a giugno dello stesso anno è stata resa disponibile sia per iOS che Windows Phone, e dopo pure per Tizen.
A luglio del 2016 è stata distribuita anche per Ubuntu Touch.

## Storia
AIDA64 ha una lunga storia iniziata nel 1995. Durante gli anni passati, il nome del software è cambiato molte volte, ma nonostante i cambiamenti, anche delle aziende che hanno pubblicato le diverse edizioni, gli sviluppatori sono rimasti sempre gli stessi.
Nel 1995, il programmatore ungherese Tamás Miklós ha scritto un programma in assembly chiamato ACI, che poteva individuare le differenze tra i vari microprocessori. Basandosi su questa base di codice, nello stesso anno, ha creato ASMDEMO, che era già capace di rilevare e diagnosticare i componenti del PC. Nel 2000, il software è stato rinominato AIDA, e poi – dopo un ampliamento delle sue funzionalità – AIDA16. Queste edizioni erano basate su MS-DOS e avevano ancora una interfaccia testuale.
L'interfaccia grafica è arrivata nel 2001 con AIDA32, e la GUI è stata finalizzata entro la fine dello stesso anno. Tutte le edizioni successive usavano, e usano ancora oggi, praticamente lo stesso layout, che è strutturato in modo logico, permettendo un facile utilizzo.
Nel novembre del 2003, gli sviluppatori si sono associati con un imprenditore canadese per fondare Lavalys, al fine di commercializzare il software che fino a quel momento era stato freeware. AIDA32 è stato rinominato Everest ed era disponibile a pagamento in due versioni (Ultimate e Corporate). I software potevano essere scaricati anche come shareware e provati gratuitamente per 30 giorni con funzionalità limitate.
Lavalys è stata sciolta nel 2010. Da allora l'applicazione è disponibile sotto il nome di AIDA64 ed è pubblicata da FinalWire, una società ungherese fondata dagli stessi sviluppatori.

## Localizzazioni
Originariamente, la lingua dell'interfaccia di ASMDEMO e AIDA era l'inglese. Il software è stato tradotto in ungherese nel 1998, e poi ancora in russo, tedesco, spagnolo e danese. Oggi, AIDA64 è disponibile in più di 35 lingue.